# Yūta Murai
Yūta Murai (村井雄太?, Murai Yūta; 26 giugno 1982) è un ex giocatore di football americano giapponese, che ha giocato come offensive lineman.